# Seznam měst v Novém Skotsku
Seznam měst v Novém Skotsku obsahuje sídla s více než 2500 obyvateli. V letech 1995 a 1996 byly sloučením některých měst vytvořeny "regional municipality".

## Regional municipality
| Pořadí | Sídlo       | Typ sídla             | 2016    | 2011    | 2006    | 2001    | 1996    |
| ------ | ----------- | --------------------- | ------- | ------- | ------- | ------- | ------- |
| 1      | Halifax     | Regional municipality | 403 131 | 390 096 | 372 679 | 359 111 | 332 518 |
| 2      | Cape Breton | Regional municipality | 94 285  | 97 398  | 102 250 | 105 968 | 114 733 |
| 3      | Queens      | Regional municipality | 10 307  | 10 917  | 11 177  | 11 665  | 12 417  |

## Města
Seznam zahrnuje sídla s označením "town" a také sídla se statutem "city" a "town", která se stala administrativně součástí "regional municipality" nebo byla zrušena a stala se administrativně součástí je obklopující county.
| Pořadí | Sídlo           | Typ sídla         | Okres       | 2016    | 2011    | 2006    | 2001    | 1996    | 1991    |
| ------ | --------------- | ----------------- | ----------- | ------- | ------- | ------- | ------- | ------- | ------- |
| 1      | Halifax         | Former city       | Halifax     | 403 131 | 390 096 | 372 679 | 359 111 | 332 518 | 114 455 |
| 2      | Dartmouth       | Former city       | Halifax     | —       | 67 573  | —       | 65 741  | 65 629  | 67 798  |
| 3      | Sydney          | Population Centre | Cape Breton | —       | 31 597  | 22 789  | 23 990  | 25 636  | 26 063  |
| 4      | Bedford         | Former town       | Halifax     | —       | 23 019  | 16 601  | 15 971  | 13 638  | 11 618  |
| 5      | Glace Bay       | Urban Area        | Cape Breton | —       | 19 076  | 19 968  | 21 187  | —       | 19 501  |
| 6      | Sydney Mines    | Urban Area        | Cape Breton | —       | 14 135  | 15 500  | 16 068  | —       | 7 551   |
| 7      | Truro           | Town              | Colchester  | 12 261  | 12 059  | —       | —       | —       | —       |
| 8      | Amherst         | Town              | Cumberland  | 9 413   | 9 717   | —       | —       | —       | —       |
| 9      | New Glasgow     | Town              | Pictou      | 9 075   | 9 562   | —       | —       | —       | —       |
| 10     | New Waterford   | Urban Area        | Cape Breton | —       | 8 942   | 9 661   | 10 185  | —       | 7 695   |
| 11     | Bridgewater     | Town              | Lunenburg   | 8 532   | 8 241   | —       | —       | —       | —       |
| 12     | Yarmouth        | Town              | Yarmouth    | 6 518   | 6 761   | —       | —       | —       | —       |
| 13     | Kentville       | Town              | Kings       | 6 271   | 6 094   | —       | —       | —       | —       |
| 14     | North Sydney    | Former town       | Cape Breton | —       | 6 048   | 6 552   | 6 843   | 7 541   | 7 795   |
| 15     | Antigonish      | Town              | Antigonish  | 4 364   | 4 524   | —       | —       | —       | —       |
| 16     | Stellarton      | Town              | Pictou      | 4 208   | 4 485   | —       | —       | —       | —       |
| 17     | Wolfville       | Town              | Kings       | 4 195   | 4 269   | —       | —       | —       | —       |
| 18     | Windsor         | Town              | Hants       | 3 648   | 3 785   | —       | —       | —       | —       |
| 19     | Westville       | Town              | Pictou      | 3 628   | 3 798   | —       | —       | —       | —       |
| 20     | Port Hawkesbury | Town              | Inverness   | 3 214   | 3 366   | —       | —       | —       | —       |
| 21     | Pictou          | Town              | Pictou      | 3 186   | 3 437   | —       | —       | —       | —       |
| 22     | Springhill      | Former town       | Cumberland  | 2 743   | 3 868   | 3 941   | 4 091   | 4 193   |         |
| 23     | Liverpool       | Former town       | Queens      | —       | 2 653   | 2 759   | 2 866   | 3 048   | 3 113   |
| 24     | Berwick         | Town              | Kings       | 2 509   | 2 454   | —       | —       | —       | —       |